# Astronomie de position
L'astronomie de position est l'étude des positions des objets célestes. C'est la plus vieille branche de l'astronomie ; elle remonte à l'Antiquité. Les observations des objets célestes sont importantes dans le cadre de la religion et de l'astronomie, mais aussi pour le chronométrage c'est-à-dire pour la mesure du temps. La science qui mesure les positions des objets célestes dans le ciel est appelée l'astrométrie.

## Constellations

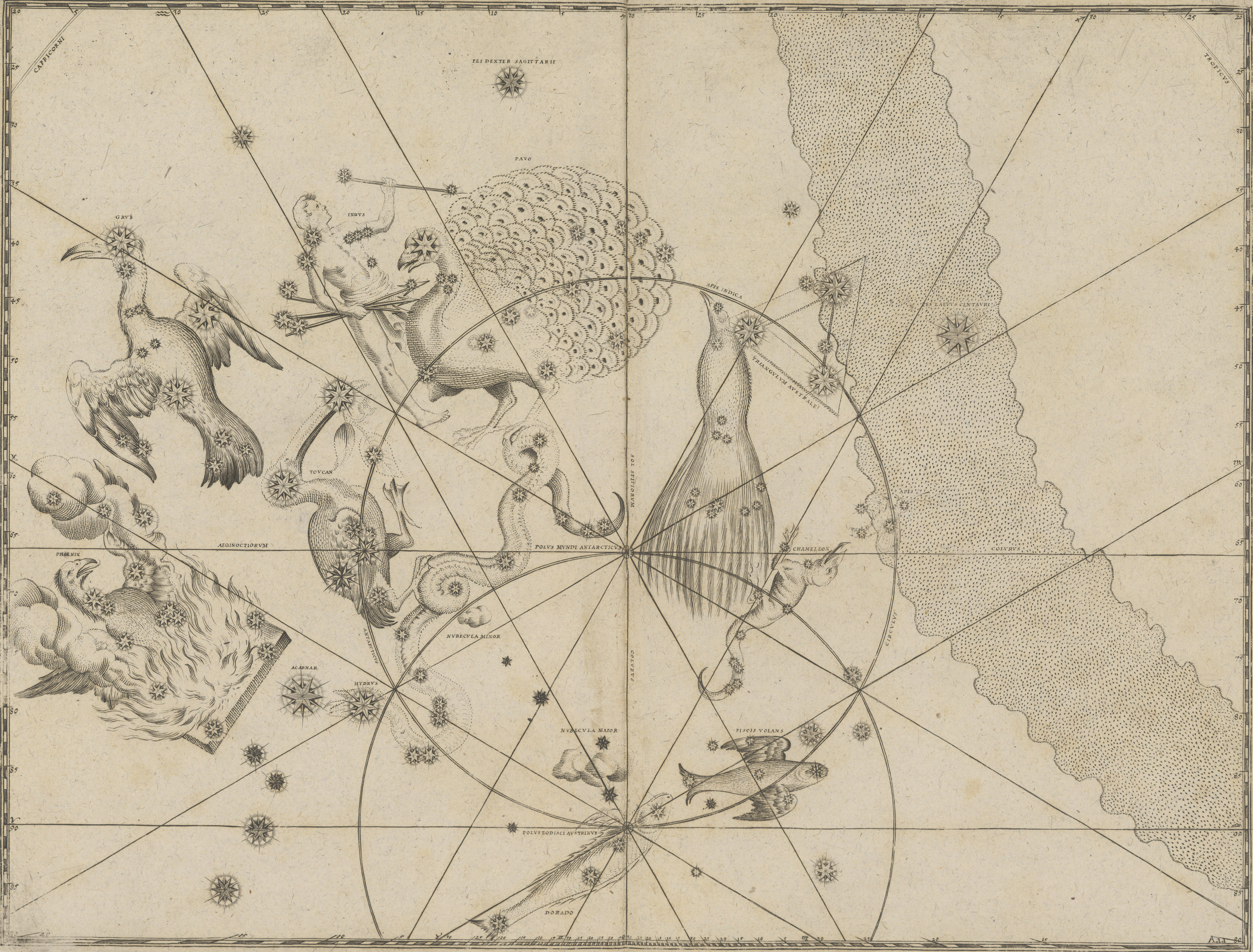
Les constellations australes, dessinée par Johann Bayer dans son Uranometria en 1603.

L'œil nu humain est capable de détecter pas moins de 6 000 étoiles, parmi lesquelles à peu près la moitié est en dessous de l'horizon à tout moment. 
Dans les catalogues d'étoiles modernes, la sphère céleste est divisée en 88 constellations. Chaque étoile fait partie d'une constellation. Les constellations sont utiles pour la navigation. Si l'on vit dans l'hémisphère nord, on peut trouver le nord en localisant l'Étoile polaire, α Ursae Minoris. Cette étoile indique toujours la direction du nord avec une bonne précision.

## Phénomènes en astronomie de position
- Les planètes qui sont en conjonctions forment une ligne qui passe à travers le centre du système solaire,
- L'écliptique est le plan qui contient l'orbite d'une planète généralement en référence à la Terre,
- L'élongation fait référence à l'angle formé par une planète, qui respecte le centre du système et le point de vue,
- Les planètes supérieures ont une orbite plus large que celle de la Terre alors que les planètes inférieures (Mercure, Vénus), gravitent autour du Soleil à l'intérieur de l'orbite terrestre,
- Un transit apparait parfois quand une planète inférieure est en conjonction inférieure avec le Soleil.

## Anciennes structures associées à l'astronomie de position
- Chichén Itzá
- Pyramides d'Égypte
- Stonehenge